# Бои за Мелитополь
Бои за Мелитополь — боевые действия между ВС РФ и ВСУ, которые продолжались с 24 февраля по 26 февраля 2022 года. ВС РФ продвигались с территории Крымского полуострова. Часть наступления на юге Украины в рамках российско-украинской войны в 2022 году.

## Хронология

### Вторжение

#### 24 февраля
Российские войска нанесли удар крылатыми ракетами по военной базе 25-й бригады транспортной авиации Воздушных сил Вооружённых сил Украины, разрушив диспетчерскую вышку и топливозаправочный пункт. Украинские войска пытались поднять самолёты в воздух до того, как те будут уничтожены на земле. В результате обстрела погиб авиатехник, готовивший ко взлёту Ил-76, по которому попала ракета.
Добровольцы, собравшиеся утром у местного отделения территориальной обороны, были распущены офицером по причине отсутствия оружия. 25-я бригада транспортной авиации согласно приказу отступила из города.

#### 25 февраля
Утром 25 февраля 2022 года российские войска вошли в город и заняли здания районной администрации и местного управления Службы безопасности Украины. Российские военные расклеивали по городу листовки с обращением президента России Владимира Путина к украинцам по поводу вторжения, а также распространяли листовки с инструкциями о том, как вести себя в условиях оккупации. Местные власти сообщили о начале уличных боёв; позже бои подтвердило Минобороны Украины, шли бои за здание госпиталя.

#### 26 февраля
Минобороны РФ заявляли, что российские войска оккупировали город, хотя в тот же день Джеймс Хиппи, министр британских вооруженных сил, сказал, что город все ещё находится под контролем Украины.

### Российская оккупация
28 апреля Генеральный штаб Вооружённых сил Украины сообщил об использовании россиянами аэродрома в Мелитополе для базирования и полётов самолётов Су-25, вертолетов Ка-52 и Ми-8.
С середины мая в Мелитополе и его окрестностях активизировалось украинское партизанское движение. Так, 18 мая сообщалось о подрыве путей перед российским бронепоездом; изначально украинские ТРО заявляли о подрыве непосредственно поезда.
3 июля сообщалось об обстреле захваченной российскими войсками авиабазы под Мелитополем; в ходе обстрела, по заявлениям российской стороны, было выпущено 16-18 ракет MLRS. Также сообщалось о взрыве железнодорожного моста между Мелитополем и Токмаком.
15 ноября 2022 года Владимир Путин по предложению президента Российской академии наук Геннадия Красникова присвоил оккупированным Россией Мелитополю и Мариуполю звание «Город воинской славы».
3 апреля 2023 года в городе был взорван автомобиль замглавы поселка Акимовка Мелитопольского района, коллаборанта Максима Зубарёва; Зубарёв пострадал при взрыве.